# Deutemiro
Deutemiro (Piemonte, ... – Novara, maggio 869) è stato un vescovo italiano.
Da alcune biografie è indicato anche con il nome di Druttemiro.

## Biografia
Deutemiro nacque in data sconosciuta, in terra piemontese.
Fu eletto vescovo di Novara a settembre dell'858 e rimase in carica nella propria sede sino alla propria morte, nell'869.
A ottobre dell'864 è segnalato tra i presenti al sinodo richiesto dall'arcivescovo di Milano Tadone.